# Calcio Lecco 1912
Calcio Lecco 1912 is een Italiaanse voetbalclub uit Lecco, Lombardije. De club werd in 1912 opgericht als Sezione Calcio & Caniottieri Lecco. In 1932 nam de club de naam AC Lecco aan en in 1972 Calcio Lecco.
Lecco begon in de lagere reeksen maar werkte zich al snel op naar de Prima Divisione wat gelijk stond met de huidige Serie C1. In 1935 was de club dan medeoprichter van de Serie C en eindigde daar meestal in de middenmoot. Na de Tweede Wereldoorlog werd de club in de Serie B geplaatst, maar dat was niet zo'n succes en de club degradeerde meteen. Het duurde tot 1957 vooraleer Lecco terug in de Serie B speelde en na een 14de plaats in 1957/58 eindigde de club de volgende twee seizoenen in de top drie wat een promotie opleverde naar de Serie A in 1960. Na twee seizoenen daar degradeerde de club. Bij de terugkeer in Serie B werd de zesde plaats bereikt, drie jaar later promoveerde de club opnieuw naar de Serie A maar werd nu na één seizoen terug naar Serie B verwezen en slaagde er nooit meer in om terug te keren op het hoogste niveau.
Na twee seizoenen degradeerde Lecco naar de Serie C en werd daar kampioen in 1972 maar kon het het volgende seizoen niet waarmaken in de Serie B en degradeerde. De volgende seizoenen eindigde Lecco nog in de subtop van de Serie C, (die in 1978 opgedeeld werd in Serie C1 en C2. In 1980 degradeerde de club dan naar de Serie C2 en in 1984 nog verder naar de Interregionale (huidige Serie D.
In de Serie D eindigde de club meestal in de top 5 en promoveerde in 1990 terug naar de Serie C2 en in 1997 weer naar de Serie C1. In seizoen 2001/02 werd Lecco tiende maar ging failliet en werd heropgericht als AC Citta di Lecco en startte in de Eccellenza (zesde klasse). Daar werd de club meteen kampioen en promoveerde naar de Serie D. Na een tweede plaats in 2004/05 promoveerde de club naar de Serie C2 en nam de naam Calcio Lecco 1912 aan. In 2007 promoveerde Lecco naar de Serie C1.
In 2023 eindigde Lecco op de derde plaats in de Serie C en kwalificeerde zich voor de play-offs om promotie. Na overwinningen op Ancona, Pordenone en Cesena, trof Calcio Lecco in de finale Foggia. Over twee wedstrijden won Calcio Lecco met 5-2 en de club promoveerde voor het eerst in 50 jaar naar de Serie B. De promotie stond even op losse schroeven, omdat hun eigen stadion niet aan de eisen voldeed en ze te laat waren met de aanvraag om in een ander stadion te spelen. Uiteindelijk werd de toetreding van de ploeg toch goedgekeurd en speelden ze enkel de eerste competitiewedstrijd in een ander stadion (Stadio Euganeo van Padova), waarna het terugkeerde naar het eigen onderkomen.  

## Bekende ex-spelers
- Julio César Abbadie
- Antonio Valentín Angelillo
- Simone Cavalli
- Sérgio Clerici
- Angelo Franzosi
- Massimo Oddo
- Carlo Sartori
- Roberto De Zerbi